# Universidade de Melbourne
A Universidade de Melbourne (University of Melbourne, em inglês) é uma universidade pública cujo principal campus fica Melbourne, Victoria, na Austrália. Segunda universidade australiana mais antiga e a mais antiga de Victoria, o seu principal campus é em Parkville, um subúrbio ao norte do centro financeiro da cidade. 
Nos últimos anos, outros campi na própria Melbourne e no estado de Victoria foram criados com a junção entre a universidade e centros menores de educação superior. A Universidade de Melbourne é membro do "Grupo dos Oito" australiano (um grupo seleto de instituições de nível superior), junto com as Universidades Sandstone.
A universidade situa-se entre as melhores universidades da Austrália e do mundo  e é muito respeitada nas áreas Artes, Humanas e biomédicas. Possui quase 40 000 estudantes, que são amparados por quase 6 000 funcionários (em tempo integral ou parcial). Em 15 de novembro de 2005, o vice-reitor Glyn Davis anunciou um programa de reforma intitulado Growing Esteem ('auto-estima crescente', numa tradução livre para o português). Com ele, a universidade visa à consolidação de suas três atividades-base - pesquisa, aprendizado e transferência de conhecimento -, a fim de que se torne um dos melhores instituições do mundo. A estrutura de graduação da universidade será mudada para o "Modelo Melbourne", uma combinação de várias práticas das universidades norte-americanas e europeias, o que os administradores acreditam a deixará em conformidade com o Acordo de Bolonha, assegurando que suas graduações tenham relevância internacional.